# Carlo Borghesio
Carlo Borghesio (* 24. Juni 1905 in Turin; † 12. November 1983 ebenda) war ein italienischer Drehbuchautor und Filmregisseur.

## Leben
Borghesio trat zunächst als Regieassistent für Mario Mattòli und Alessandro Blasetti in Erscheinung, später als Drehbuchautor für Oreste Biancoli und  Mario Soldati. Ab 1939 drehte er 17 Filme in eigener Regie; darunter findet sich eine Trilogie mit Erminio Macario.

## Filmografie (Auswahl)
- 1939: Due milioni per un sorriso
- 1947: Wie ich den Krieg verlor (Come persi la guerra)
- 1952: Engel aus der Kellerwohnung (Gli angeli del quartiere)
- 1953: Das Todesseil (La corda d'acciaio)